# ホルスト・ベーメ

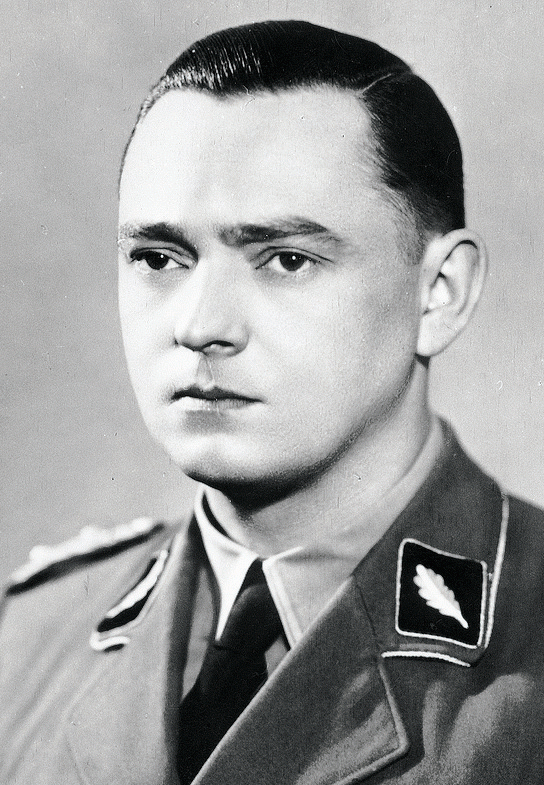
ホルスト・ベーメ

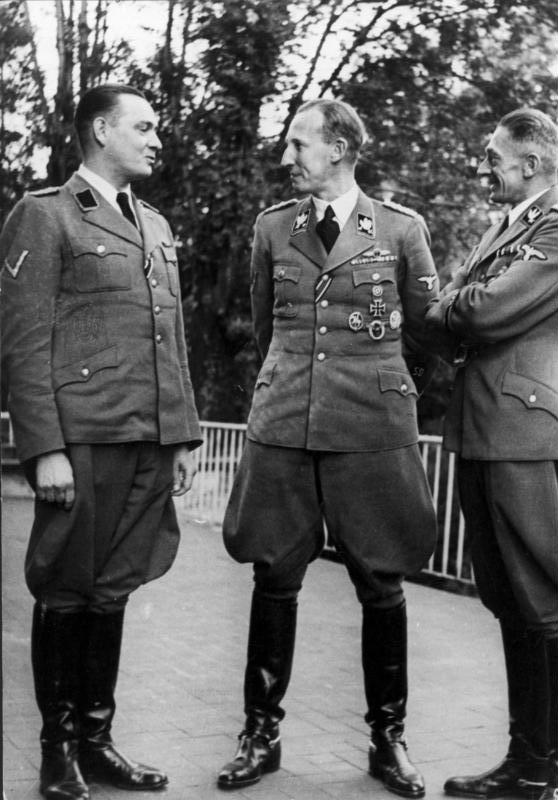
ホルスト・ベーメ(左)、ラインハルト・ハイドリヒ(中央)、カール・ヘルマン・フランク(右)。1941年9月、プラハ。

ホルスト・ベーメ（Horst Böhme、1909年8月24日‐1945年4月10日）は、ナチス・ドイツの親衛隊（SS）の将校。アインザッツグルッペンの指揮官の一人。最終階級は親衛隊上級大佐（SS-Oberführer）。

## 略歴
ザクセン王国のコルムニッツ（de:Colmnitz）出身。1930年に国家社会主義ドイツ労働者党（ナチス党）に入党（党員番号236,651）し、親衛隊（SS）隊員となる（隊員番号2,821）。1934年7月4日に親衛隊少尉（SS-Untersturmführer）、さらに11月9日に親衛隊中尉（SS-Obersturmführer）に昇進する。1935年からSD本部に配属され、ラインハルト・ハイドリヒの下で働いた。翌年からハイドリヒの特別命令で暗殺の仕事に従事するようになった。1938年3月14日にはウィーンのドイツ大使館に勤務していたヴィルヘルム・フォン・ケテラー男爵（de:Wilhelm Freiherr von Ketteler）を殺害している。1936年1月30日に親衛隊大尉（SS-Hauptsturmführer）、1937年4月20日に親衛隊少佐（SS-Sturmbannführer）に昇進。1938年には親衛隊中佐及び警察中佐（SS-Obersturmbannführer und Oberstleutnant der Polizei）となる。
1939年春のチェコの保護領化（ベーメン・メーレン保護領下）の際にプラハの保安警察署長となる。ベーメン・メーレン保護領のすべてのゲシュタポを指揮する権限を握った。「プラハ特別行動」（de:Sonderaktion Prag）の一環で高等教育を廃止し、1500人の学生をザクセンハウゼン強制収容所へ移送した。1940年10月10日にはハイドリヒ、ハンス・フランク、アドルフ・アイヒマンらのユダヤ人強制移送についての会合に参加。1941年10月21日に親衛隊大佐（SS-Standartenführer）に昇進し、プラハの保安警察及びSD指揮官(BdS)に任命される。1942年6月、プラハで起こったハイドリヒ暗殺（エンスラポイド作戦）に対する報復処刑の指揮にあたった。悪名高きリディツェ村の虐殺も彼の発案による。
1942年9月からルーマニアのブカレストの警察で勤務。1943年1月から8月にかけてアインザッツグルッペンBの司令官となり、ベラルーシで民間人の虐殺を指揮した。続いて1943年9月から1944年3月にかけてアインザッツグルッペンCの司令官となり、ウクライナで虐殺をおこなった。1944年8月には再度アインザッツグルッペンBの司令官に任じられた。1944年11月9日に親衛隊上級大佐（SS-Oberführer）に昇進する。
1945年4月、ケーニヒスベルクの付近で戦闘中に行方不明となった。戦後の1954年、キールの区裁判所から1945年4月の死亡を宣告された。
ベーメは、親衛隊髑髏リング（SS-Totenkopfring）、親衛隊全国指導者名誉長剣（Ehrendegen des RFSS）、二級鉄十字章（Eiserne Kreuz II）、剣付き戦功十字章（Kriegsverdienstkreuz mit Schwertern）などを叙勲していた。